# Federal Triangle

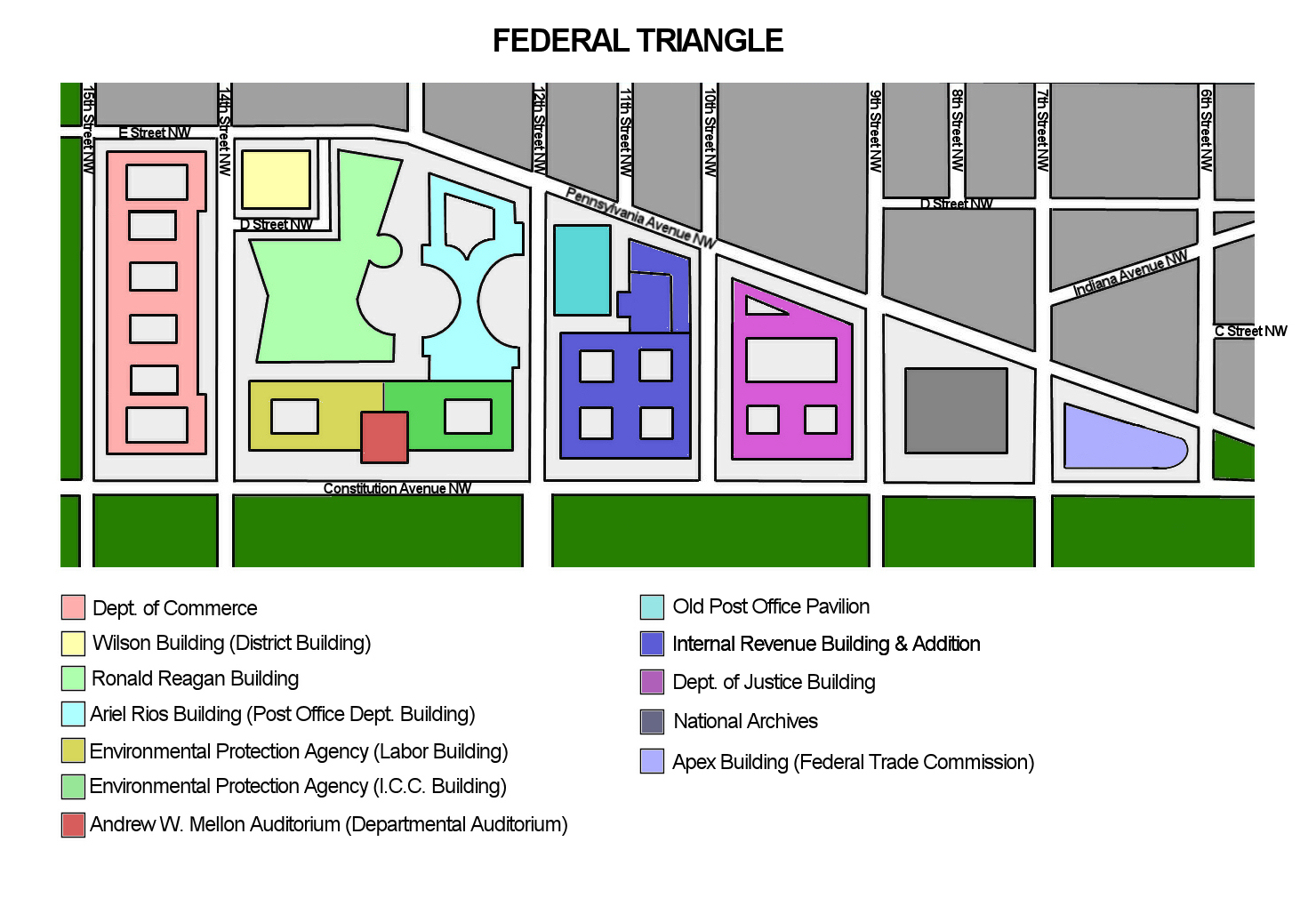
Karte des Federal Triangle 2009

Als Federal Triangle (deutsch etwa: „Bundesdreieck“) bezeichnet man den von der 15th Street NW, Constitution Avenue NW, Pennsylvania Avenue NW und E Street NW begrenzten Komplex in der Innenstadt von Washington, D.C., dessen zehn Gebäude allesamt Behörden der Stadt und des Bundes beherbergen.
Hier sind unter anderem  ansässig: 
- das Handelsministerium (Herbert C. Hoover Building)
- das Justizministerium (Robert F. Kennedy Building)
- das Heimatschutzministerium (Ronald Reagan Building)
- die United States Customs and Border Protection  (Ronald Reagan Building)
- die United States Border Patrol (Ronald Reagan Building)
- die Behörde für internationale Entwicklung (Ronald Reagan Building)
- das Nationalarchiv der Vereinigten Staaten
- die Environmental Protection Agency (Labor Building und I.C.C. Building)
- mehrere Regierungsorganisationen im Old Post Office Pavilion

Sieben der zehn Gebäude wurden in den 1930er Jahren durch die US-Regierung als Teil eines Bauprojektes errichtet, das sie damals „eines der besten Projekte aller Zeiten“ nannte.